# Brian Quick
Brian Rumeal Quick (Columbia, 5 giugno 1989) è un giocatore di football americano statunitense che gioca nel ruolo di wide receiver per i Washington Redskins della National Football League (NFL). Fu scelto nel corso del secondo giro (33º assoluto) del Draft NFL 2012 dai Los Angeles Rams. Al college ha giocato a football ad Appalachian State.

## Carriera professionistica

### St. Louis Rams
Considerato uno dei migliori prospetti tra i wide receiver disponibili nel Draft 2012, il 27 aprile Quick fu scelto nel corso del secondo giro dai St. Louis Rams. Egli fu la più alta scelta nella storia della Appalachian State University.
Nella settimana 15 contro i Minnesota Vikings, Quick segnò il secondo touchdown su ricezione della carriera. La sua stagione da rookie si concluse con 11 ricezioni per 156 yard e 2 touchdown in 15 partite (una come titolare).
Il primo touchdown della stagione 2013, Quick lo segnò nella settimana 6 contro gli Houston Texans.

### Washington Redskins
Il 24 marzo 2017, Quick firmò con i Washington Redskins.

## Statistiche
| Partite totali         | 67    |
| Partite da titolare    | 23    |
| Yard ricevute          | 1.499 |
| Touchdown su ricezione | 10    |

Statistiche aggiornate alla stagione 2016